# جيمس دافيسون (سياسي)
جيمس دافيسون (بالإنجليزية: James Davison)‏ هو قاضي صلح ‏ وسياسي أمريكي، ولد في 1827 في ديري في أيرلندا الشمالية، وتوفي في 21 ديسمبر 1897 في مقاطعة بوت في الولايات المتحدة.